# Covariància creuada
En probabilitat i estadística, donats dos processos estocàstics {\displaystyle \left\{X_{t}\right\}} i {\displaystyle \left\{Y_{t}\right\}}, la covariància creuada és una funció que dona la covariància d'un procés amb l'altre en parells de punts de temps. Amb la notació habitual {\displaystyle \operatorname {E} } per a l'operador d'expectativa, si els processos tenen les funcions mitjanes {\displaystyle \mu _{X}(t)=\operatorname {\operatorname {E} } [X_{t}]} i {\displaystyle \mu _{Y}(t)=\operatorname {E} [Y_{t}]}, aleshores la covariància creuada ve donada per
{\displaystyle \operatorname {K} _{XY}(t_{1},t_{2})=\operatorname {cov} (X_{t_{1}},Y_{t_{2}})=\operatorname {E} [(X_{t_{1}}-\mu _{X}(t_{1}))(Y_{t_{2}}-\mu _{Y}(t_{2}))]=\operatorname {E} [X_{t_{1}}Y_{t_{2}}]-\mu _{X}(t_{1})\mu _{Y}(t_{2}).\,}
La covariància creuada està relacionada amb la correlació creuada més utilitzada dels processos en qüestió.
En el cas de dos vectors aleatoris {\displaystyle \mathbf {X} =(X_{1},X_{2},\ldots ,X_{p})^{\rm {T}}} i {\displaystyle \mathbf {Y} =(Y_{1},Y_{2},\ldots ,Y_{q})^{\rm {T}}}, la covariància creuada seria a {\displaystyle p\times q} matriu {\displaystyle \operatorname {K} _{XY}} (sovint indicat {\displaystyle \operatorname {cov} (X,Y)} ) amb entrades {\displaystyle \operatorname {K} _{XY}(j,k)=\operatorname {cov} (X_{j},Y_{k}).\,} Així, el terme covariància creuada s'utilitza per distingir aquest concepte de la covariància d'un vector aleatori. {\displaystyle \mathbf {X} }, que s'entén com la matriu de covariances entre els components escalars de {\displaystyle \mathbf {X} } mateix.
En el processament de senyals, la covariància creuada sovint s'anomena correlació creuada i és una mesura de la similitud de dos senyals, que s'utilitza habitualment per trobar característiques en un senyal desconegut comparant-lo amb un de conegut. És una funció del temps relatiu entre els senyals, de vegades s'anomena producte de punts lliscants i té aplicacions en el reconeixement de patrons i la criptoanàlisi.

## Covariància creuada de processos estocàstics
La definició de covariància creuada de vectors aleatoris es pot generalitzar als processos estocàstics de la següent manera:
SI fem {\displaystyle \{X(t)\}} i {\displaystyle \{Y(t)\}} denoten processos estocàstics. A continuació, la funció de covariància creuada dels processos {\displaystyle K_{XY}} es defineix per: :p.172{\displaystyle {K}_{XY}(t_{1},t_{2}){\stackrel {\mathrm {def} }{=}}\ \operatorname {cov} (X_{t_{1}},Y_{t_{2}})=\operatorname {E} \left[\left(X(t_{1})-\mu _{X}(t_{1})\right)\left(Y(t_{2})-\mu _{Y}(t_{2})\right)\right]}on {\displaystyle \mu _{X}(t)=\operatorname {E} \left[X(t)\right]} i {\displaystyle \mu _{Y}(t)=\operatorname {E} \left[Y(t)\right]}.
Si els processos són processos estocàstics de valor complex, el segon factor ha de ser complex conjugat :
{\displaystyle \operatorname {K} _{XY}(t_{1},t_{2}){\stackrel {\mathrm {def} }{=}}\ \operatorname {cov} (X_{t_{1}},Y_{t_{2}})=\operatorname {E} \left[\left(X(t_{1})-\mu _{X}(t_{1})\right){\overline {\left(Y(t_{2})-\mu _{Y}(t_{2})\right)}}\right]}

## Covariància creuada de senyals deterministes
La covariància creuada també és rellevant en el processament del senyal on la covariància creuada entre dos processos aleatoris estacionaris de sentit ampli es pot estimar fent la mitjana del producte de mostres mesurades d'un procés i mostres mesurades de l'altre (i els seus canvis de temps). Les mostres incloses a la mitjana poden ser un subconjunt arbitrari de totes les mostres del senyal (per exemple, mostres dins d'una finestra de temps finita o un submostreig d'un dels senyals). Per a un gran nombre de mostres, la mitjana convergeix a la covariància real.